# Kupplungsspiel
Als Kupplungsspiel bezeichnet man den Abstand zwischen Ausrücklager und Ausrückring oder Membranfeder.

## Kupplungsbetätigung mit Spiel
Infolge der Belagabnutzung verschiebt sich die Kupplungsdruckplatte in Richtung des Schwungrades. Die als Hebel wirkende Membranfeder kehrt bei gedrückten Kupplungsbetätigungen diese Bewegungsrichtung um und schiebt die Zungen der Membranfeder näher an den Ausrücker. Dadurch wird das Spiel kleiner.  Es muss rechtzeitig nachgestellt werden, da mit zunehmender Belagabnutzung das Spiel vollständig verschwinden und dadurch die Membranfederzungen auf den Ausrücker auflaufen würden.
Die Anpresskraft der Membranfeder könnte sich dann nicht mehr voll auswirken, ein Rutschen der Kupplung wäre die Folge. Die dabei entstehende Reibungswärme würde die Verbrennungen an den Kupplungsbelägen hervorrufen. Außerdem könnte die Wärme über die Kupplungsdruckplatte auf die Membranfeder übertragen werden, die dann ausglühen und ihre Spannung verlieren würde.
Durch eine Überhitzung kann das Schwungrad anlaufen und sich verziehen.
Zwischen den Zungen der Membranfeder und der Stirnfläche des Ausrückers ist ein Spiel von etwa 1 mm bis 3 mm vorhanden. Das Spiel ist notwendig, damit die Kupplung nach einer gewissen Belagabnutzung im eingekuppelten Zustand nicht rutscht.
Das Spiel am Kupplungspedal soll meist (PKW-Bereich) 10 mm bis 30 mm betragen. Die Einstellung erfolgt entweder am Ausrückhebel oder am Kupplungspedal durch Verdrehen einer Einstellmutter.

## Kupplungsbetätigung ohne Spiel
Die Kupplungsbetätigung stellt sich dem Verschleißzustand des Belages entsprechend selbstständig ohne Spiel ein. Bei der mechanischen Kupplungsbetätigung stellt eine selbsttätige Nachstelleinrichtung bei zunehmenden Belagverschleiß den Ausrücker spielfrei nach.

### Wirkungsweise
Bei Belagverschleiß wird das Spielstück am Ausrückhebel länger. Geht das Pedal nach dem Auskuppeln in die Ruhestellung, so wird der Kugelkäfig durch das Klemmstück nach unten bewegt, der Verriegelungskonus wird frei.
Die Seilhülle wird in die Nachstelleinrichtung hineingezogen und straffer gespannt, das Spiel am Ausrücker ist ausgeglichen.
Bei der hydraulischen Kupplungsbetätigung ohne Festanschlag muss für die Ruhestellung des Nehmerzylinders die Membranfederkupplung mit einem speziellen zentral geführten Ausrücker ausgerüstet sein, dessen Ausrücklager ständig mitläuft.
Der Ausrücker drückt mit einer geringen Vorspannkraft von etwa 40 N bis 100 N auf die Zungen der Membranfeder. Die Vorspannkraft wird durch eine Feder im Nehmerzylinder erzeugt und über den Kolben auf die Druckstange weitergeleitet.